# Favorite (Q195)
Pour les articles homonymes, voir Favorite.
La Favorite  (Q195) est un sous-marin de classe Aurore. Sa construction, commencée avant la Seconde Guerre mondiale au profit de la Marine nationale, s'est terminée au profit de la Kriegsmarine allemande après l'invasion de la France en juin 1940. Le sous-marin, rebaptisé UF 2, a servi pour l'entraînement de novembre 1942 à la fin de la guerre. Il n'a jamais effectué de patrouille opérationnelle.